# Yurika Sakaguchi
Yurika Sakaguchi (japanisch 坂口 由里香; * 20. Juli 1994 in Kanagawa) ist eine ehemalige japanische Beachvolleyballspielerin.

## Karriere
Die Athletin startete 2018 mit Erika Habaguchi hauptsächlich bei nationalen Wettbewerben. Beste Resultate waren ein dritter Rang in Miyakonojō sowie der Einzug in die Vorschlussrunde beim FIVB 1-Stern Turnier in Manavgat. In den folgenden 2½ Jahren befand sich Yurika mit Chiyo Suzuki auf der gleichen Seite des Netzes. Die beiden gewannen die 1-Stern Veranstaltungen in Budapest und Guam, erhielten Bronze bei den 2-Sterne Wettkämpfen in Phnom Penh, Nanjing, Qidong und Siem Reap und erreichten das Achtelfinale bei 3-Sterne Events in Kuala Lumpur und Edmonton. Ihr letztes gemeinsames Erfolgserlebnis war der zweite Platz bei den AVC Continental Cup Finals 2021.
Mit Akiko Hasegawa stand Sakaguchi im gleichen Jahr bei den ersten fünf gemeinsamen Turnieren in Japan drei Mal auf der obersten und je einmal auf der mittleren und der untersten Stufe des Podests. Danach wurden die beiden Fünfte bei den Asienmeisterschaften, eine Platzierung, die sie 2022 wiederholen konnten. Hinzu kamen weitere Siege bei nationalen Veranstaltungen und der geteilte fünfte Platz beim Challenge auf den Malediven sowie die Runden der besten sechzehn Beachpaare bei den gleichwertigen Wettbewerben in Dubai und Torquay 1. Die Teilnahme an der Weltmeisterschaft 2023 endete für sie jedoch satz- und sieglos und war gleichzeitig ihr letzter gemeinsamer Auftritt. Anschließend bestritt Yurika noch einige Turniere mit Sakura Ito und erreichte mit Saya Noguchi bei einer Veranstaltung der japanischen Serie das Endspiel, bevor sie im Juni 2024 mit ihrer ehemaligen Partnerin Chiyo bei der Tour in ihrem Heimatland zum letzten Mal an einem Wettbewerb teilnahm.